# Albert Rosas
Albert Rosas (Andorra la Vieja, 19 de agosto de 2002) es un futbolista andorrano que juega en la demarcación de delantero para la U. D. Logroñés de la Segunda Federación.

## Selección nacional
Tras jugar en las selecciones sub-17, sub-19, y sub-21, finalmente el 12 de noviembre de 2021 debutó con la selección absoluta de Andorra en un partido de clasificación para la Copa Mundial de Fútbol de 2022 contra Polonia que finalizó con un resultado de 1-4 a favor del combinado polaco tras los goles de Kamil Jóźwiak, Arkadiusz Milik y un doblete de Robert Lewandowski para Polonia, y de Marc Vales para Andorra.

### Goles como internacional
Actualizado el 25 de septiembre de 2022.
| #  | Fecha                    | Local                                                  | Oponente      | Gol | Resultado | Competición                         |
| -- | ------------------------ | ------------------------------------------------------ | ------------- | --- | --------- | ----------------------------------- |
| 1. | 22 de septiembre de 2022 | Rheinpark Stadion, Vaduz, Liechtenstein                | Liechtenstein | 0-1 | 0-2       | Liga de Naciones de la UEFA 2022-23 |
| 2. | 25 de septiembre de 2022 | Estadio Nacional de Andorra, Andorra la Vieja, Andorra | Letonia       | 1-1 | 1-1       | Liga de Naciones de la UEFA 2022-23 |
| 3. | 28 de marzo de 2023      | Estadio Fadil Vokrri, Pristina, Kosovo                 | Kosovo        | 1-1 | 1-1       | Clasificación para la Eurocopa 2024 |
| 4. | 19 de junio de 2023      | Estadio Teddy Kollek, Jerusalén, Israel                | Israel        | 1-1 | 2-1       | Clasificación para la Eurocopa 2024 |
| 5. | 13 de octubre de 2024    | Estadio Nacional de Andorra, Andorra la Vieja, Andorra | San Marino    | 1-0 | 2-0       | Amistoso                            |

### Selecciones inferiores
| Selección      | Año       | Partidos | Goles |
| -------------- | --------- | -------- | ----- |
| Andorra sub-17 | 2018      | 3        | 1     |
| Andorra sub-19 | 2019      | 2        | 0     |
| Andorra sub-21 | 2019-2022 | 16       | 2     |

## Clubes
| Club                              | País    | Año       | Partidos | Goles |
| --------------------------------- | ------- | --------- | -------- | ----- |
| Atlético Monzón                   | España  | 2021-2022 | 27       | 16    |
| Utebo F. C. (cedido)              | España  | 2022-2023 | 17       | 11    |
| Betis Deportivo Balompié (cedido) | España  | 2023-2024 | 31       | 2     |
| F. C. Andorra                     | Andorra | 2024-2025 | 5        | 0     |
| C. D. Atlético Baleares (cedido)  | España  | 2025      | 14       | 4     |
| U. D. Logroñés (cedido)           | España  | 2025-     |          |       |